# Strandögontröst
Strandögontröst (Euphrasia bottnica) är en snyltrotsväxtart som beskrevs av Kihlman. Strandögontröst ingår i släktet ögontröster, och familjen snyltrotsväxter. Inga underarter finns listade i Catalogue of Life.